# Necist vox missa reverti
 Necist vox missa reverti  лат. (изговор: нецист вокс миса реверти). Испуштена ријеч не може се вратити. (Хорације)

## Поријекло изрека
Римски лирски пјесник Хорација је у посљедњем вијеку старе ере у свом дијелу : Ars poetica рекао: „Испуштена ријеч не може се вратити...“

## Тумачење
Хорацијев савјет писцима је да одмах не објављују своја дјела, већ да мало сачекају, јер кад се једаном објаве, више нема поправки.